# バトルロイヤルゲーム
バトルロイヤルゲーム（英: Battle royale game）は、コンピュータゲームジャンルの一種。Survival gameの生存、探索、採集要素にラストマン・スタンディング（最後の１人）を融合したゲームを指す。
ジャンルの名称は、タイムリミットまでに最後の1人になるまで倒し合うというテーマの日本映画『バトル・ロワイアル』（2000年）から取られている。バトルロイヤルゲームは単にバトルロイヤルとも呼称される他、日本においては映画のタイトル「バトルロワイアル」やその略称の「バトロワ」もインターネットメディア等で本ジャンルを指す際に用いられている。
バトルロイヤルゲームには、通常多くのプレイヤーが参加するが、試合開始時は全員最小限の装備しか持っていないため、各プレイヤーは敵を全員倒すために武器と防具を探すことになり、その一方で時間の経過とともに狭まっていく「安全地帯」の外に出ないようにしながらゲームの最後の１人、つまり「優勝者」を目指す。
2010年代初頭の『Minecraft』のような大規模なオンラインサバイバルゲーム用MODを起源とするこのジャンルは、2010年代の終わりまでに文化現象となり、『PLAYERUNKNOWN'S BATTLEGROUNDS』(2017年) 、『フォートナイト バトルロイヤル』（2017年）、『エーペックスレジェンズ』（2019年）などのスタンドアロンゲームがそれぞれリリースから数か月以内に数千万人のプレイヤーを獲得している。

## コンセプト
バトルロイヤルゲームは多数の個人プレイヤーまたは複数の小規模なチーム同士で遊ばれる。各試合での目的は他の敵全員を倒すことで最後の1人または1チームとなることである。
試合の開始地点は、大規模なマップ空間にプレイヤーをランダムで配置したり、プレイヤー自身がどこから始めるのか一定の操作ができたりするなど、ゲームによって異なる。全プレイヤーは最小限の装備で始まり、マップ周辺には戦闘とサバイバルに役立つ武器、防具、乗り物などのアイテムが配置される。プレイヤーは他のプレイヤーに倒されないように、これらのアイテムを探していく。ゲームによっては倒されたプレイヤーの装備を奪うことができる。
マップ内の「安全地帯」は試合時間の経過で段階的にその規模が縮小していき、プレイヤーはより狭い地帯に移動することを余儀なくされ、その結果他のプレイヤーと接触する蓋然性が高まる。この試合は生存者が1人または1チームだけになった時点で終了し、生存した時間の長さよって報酬（アバターやゲーム内通貨など）が付与される。
バトルロイヤルゲームとして製作されたゲーム以外でも、大規模なゲームではゲームモードの一つとして提供されたり、ユーザー制作のModとして採用されることもある。
バトルロイヤルのコンセプトを基本として、様々な改良が施されているゲームも存在する。例えば『フォートナイト』は、イベントで50対50のプレイヤーモードを一時的に導入した。プレイヤーは2チームのどちらかに割り当てられ、他のチームの全プレイヤーを倒すことを目的とし、ゲームの安全地帯が縮小していくためにチームメイトと協力して資源と武器を収集し要塞を建設していく。

## 歴史
バトルロイヤルジャンルの形成要素は2010年代前から既に存在していた。ラストマン・スタンディングルールが特徴のゲームモードはマルチプレイヤーのオンラインアクションゲームの定番であったが、通常は少数のプレイヤー同士で争うものであり、1990年代に発売された『ボンバーマン』ではプレイヤー全員が同じ最小限の能力でスタートし、パワーアップアイテムを集めて最後の一人になるまで戦うマルチプレイヤーモードを導入した。大規模なオープンワールドマップでの採集とサバイバルの要素はサバイバルゲームを通じて普及した。
1999年に出版された高見広春の小説『バトル・ロワイアル』では、プレイヤー数が大幅に増えて数十人が最後の1人になるまで無人島で殺し合いを強制されることやランダムで縮小していくマップで行われマップ外に出ると死亡してしまう仕掛けが存在すること、死亡者の発表（キルログ）や落ちている物を拾ったり倒した（殺害した）相手の武器や持ち物を奪うことができるなどのジャンルの基本的ルールを設計した。同作は『GANTZ』（2000年）、『未来日記』（2006年）、『BTOOOM!』（2009年）などのバトルロイヤル（デスゲーム）をテーマとする数々の日本の漫画とアニメにインスピレーションを与え、その後バトルロイヤルの形式は『ハンガー・ゲーム』フランチャイズに登場することとなる。BTOOOM!とライトノベルシリーズ『ソードアート・オンライン』（SAO）のファントム・バレット編（ガンゲイル・オンライン）において架空のバトルロイヤルコンピュータゲームが描かれている（SAOは「バレット・オブ・バレッツ」という名称）。
最初にバトルロイヤルの形式をコンピュータゲームに取り入れたのは、『ひぐらしのなく頃に』（2002年）、『極限脱出シリーズ』（2009年）、『ダンガンロンパ』（2010年）などのストーリー展開と謎解きを中心とする日本のビジュアルノベルである。しかし、これらのビジュアルノベルゲームは、後にバトルロイヤルゲームとして知られるようになる外国のデベロッパーがバトルロイヤルの形式をシューティングゲーム形式に取り入れた本ジャンルとは性質が異なる。

### 初期の作品(2012〜2016年)
2012年の映画『ハンガー・ゲーム』の公開直後、「ハンガー・ゲーム」（後にサバイバルゲームに変更された）という名のバトルロイヤルモードがMinecraft用に開発されAntVenomやSkyDoesMinecraftなどのYouTuber達により普及した。サバイバルゲームは映画からインスピレーションを得て、当初はマップの中央にプレイヤーが配置され、付近には一連の装備箱があった。ゲームが始まるとプレイヤーは中央の資源を巡って争うか、周辺に散在する箱に入ったアイテムを探すために散らばっていく。倒されたプレイヤーは抹消され、最後まで生き残ったプレイヤーが試合に勝利する。
当初ARMA 2用のmodとしてリリースされたゲーム『DayZ』用のmodでもバトルロイヤルモードが存在した。『DayZ』では、プレイヤーは危険なワールド内で生き続けるために基本的な必需品を得るために、互いに協力または対抗する。これらのゲームは「プレイヤー対プレイヤー」（PvP）の要素を含んでいたが、マップが広大であるため、なかなか起こりえなかった。これが最終的な勝利者を決めるために、ARMA 2/DayZの制約の無さを犠牲にして、より頻繁にPvPが起こることを優先したmodの開発につながった。

### スタンドアロン版ゲームの形成(2017〜2018年)
バトルロイヤルジャンルの形成要素は2017年以前に確立していたが、このジャンルは『PUBG』とその後の『フォートナイト バトルロイヤル』の２つの主要作品によって定義づけられ2017年から2018年を通して成長していった。両作は短期間に数千万人のプレイヤーを獲得し、商業的な成功を収めた。
ハンドルネーム「PlayerUnknown」(ブレンダン・グリーン）が開発した『PlayerUnknown's Battlegrounds (PUBG)』はARMA 2/DayZ用の「Battle Royale mod」(2013年リリース)をベースとしている。このmodは2000年の日本の映画『バトル・ロワイアル』から発想を得たものである。映画では多くの生徒が島に連れて行かれ、最後の１人になるまで互いに戦わされるというストーリーで、Modの名前の由来となった。グリーンは自身の作品をハンガー・ゲームに影響を受けた他のModと差別化するため、中央の倉庫に武器を配置せず、マップ周辺にランダムに配置するよう設計した。DayZチームが彼らのゲームを独立した作品として公開することを決めた時、グリーンは『ARMA 3』用にこのモードをアップデートした。
グリーンはそのフォーマットを『H1Z1: King of the Kill』のコンサルタントとして採用し続け、その後、韓国のビデオゲーム開発企業であるBlueholeでバトルロイヤルジャンルの彼のビジョンを体現したPUBGのクリエイティブデベロッパーに就任した。PUBGは2017年3月の早期アクセスでの発売が大きな注目を集め、17年末までに2000万本以上を販売し、このジャンルを定義するゲームとみなされた。さらに2017年9月には、PUBGの同時接続数が134万8374人になり過去の最高記録を更新した。この爆発的な成長と、本作によるバトルロイヤルジャンルの確立は、2017年のコンピュータゲーム業界のトップトレンドの一つと考えられた。
PUBGの発売前から直後まで、他の開発者のゲームはよく遊ばれたバトルロイヤル風のmodおよび2012年に最初に公開された映画シリーズ『ハンガー・ゲーム』の人気からインスピレーションを得ていた。Studio Wildcardによる『ARK: Survival Evolved』は2015年7月にEスポーツトーナメントで使用されるように調整された「適者生存」モードを導入した。本モードは2016年に独自の基本無料ゲームとして一時的にプレイできるようになっていたが、開発者はゲーム全体のメンテナンスを容易にするために本編にそのモードを統合することを選択した。
PUBGの人気はバトルロイヤルジャンルへの新たな関心を作り出した。PUBGの発売後、すぐにPUBGの基本的なゲームプレイをコピーした数々のゲームが中国で登場した。特に、PUBGが使用しているアンリアルエンジンも所有しているEpic Gamesが開発したサバイバルゲーム『フォートナイト』は2017年9月にフォートナイトの手法をベースとした基本プレイ無料のバトルロイヤルモード『フォートナイト・バトルロイヤル』をリリースした。このゲームはPUBGと同規模のプレイヤー数が集まり、2017年11月までにEpic Gamesは2000万人のユニークプレイヤーがいると報告した。BlueholeはPUBGのクローンであるということより、むしろ彼らはPUBGのアンリアルエンジンの技術サポートでEpic Gamesと協力していたことから、彼らはフォートナイトがPUBGに導入する前に予定された機能にバトルロイヤルモードを搭載できる可能性を懸念していた。PUBGコーポレーションは『フォートナイト・バトルロイヤル』がPUBGの著作権を侵害していると主張し韓国でEpicを提訴したが、後に提訴を取り下げている。
2017年にはオープンワールドゲームの『グランド・セフト・オートV』（GTAV）のオンラインモード「GTAオンライン」にバトルロイヤル形式のモードが追加された
2018年、フォートナイトは基本無料プレイモデルでのリリースされたこととクロスプラットホームに対応したことが寄与し収益面でPUBGを上回り、PUBG製作者のグリーンはフォートナイトがバトルロイヤルジャンルを成長させていると認めた。また、Twitch配信者のNinjaが有名ラッパーのドレイクやトラビス・スコット等とコラボしたフォートナイトの配信がTwitchの同時視聴数記録を更新し同作の人気は更に高まっていった。1月には累計プレイヤー数が4500万人、2月には同時接続プレイヤーが340万人となるほどの人気を博したことでEpic Gamesは「世界最大のPC/コンシューマーゲーム」と呼ばれるようになった。Polygonは同作を「2018年で最もビッグなゲーム」「本当の文化現象」と述べた。
2017年にはネットイースの『Rules of Survival』『荒野行動』の他、Garenaの『Garena Free Fire』などの他のバトルロイヤルゲームも主にアジアで人気を博し、それらのゲームは2018年までに数億人のプレイヤーを獲得している。
日本でも2017年2月28日にバトルロイヤルのモバイルゲーム『BTOOOM!オンライン』がリリースされた。同作は2009年の漫画『BTOOOM!』が原作であり『バトル・ロワイアル』から着想を得ていた。リリース当初はモバイルゲームの売上ランキングにランクインするなど一定の成功を収めたが、2019年3月29日をもってサービスを終了している。

### 主流ジャンルへの発展(2018年〜現在)
PUBGとフォートナイトの成功に伴いバトルロイヤルジャンルは急速に拡大していった。エレクトロニック・アーツ(EA)やアクティビジョンおよびUbisoftなどの大手パブリッシャーはジャンルの成長と彼らの将来の計画における影響を認めた。
アクティビジョンの『Call of Duty』シリーズは2018年の新作『コール オブ デューティ ブラックオプス4』(BO4)でバトルロイヤルモード「Blackout」を搭載し、エレクトロニックアーツも『バトルフィールドV』でバトルロイヤルモード「Firestorm」を搭載した。『Grand Theft Auto Online』や『Paladins』、『Dota 2』、『Battlerite』、『Counter-Strike: Global Offensive』などの既存のゲームもバトルロイヤルにインスパイアされたゲームモードを追加した。EAは基本プレイ無料のバトルロイヤルゲーム『エーペックスレジェンズ』を2019年2月にリリースし、同月以内にプレイヤー数は5000万人を突破した。同作ではバトルロイヤルにおけるリスポーンとピン機能を実装した。これらは他のバトルロイヤルゲームにも実装された。
バトルロイヤルの手法はファーストパーソン・シューティングやサードパーソン・シューティングと関連性が無いジャンルにおいても用いられるようになった。たとえば、2019年に任天堂がNintendo Switch向けにリリースした『TETRIS 99』は99人のプレイヤーが同時に「テトリス」をプレイし最後の生き残りとなることを目指すバトルロイヤルゲームであり、プレイヤーはラインを揃えて消すことで他のプレイヤーを直接「攻撃」することができる。
シューティングゲーム以外のジャンルでバトルロイヤルを導入した他の例としては、シミュレーションゲームの『シヴィライゼーションIV』の「レッドデスモード」や、『痛快なりゆき番組 風雲!たけし城』などのゲーム番組から影響を受けたパーティーゲームの『Fall Guys: Ultimate Knockout』、横スクロールアクションゲームの『SUPER MARIO BROS. 35』などが挙げられる。
一部のバトルロイヤルゲームが成功を収める一方、人気が上昇するもその後同時接続プレイヤー数が減少していったゲームも数多く存在する。他のマルチプレイヤー専用ゲームとは対照的に、バトルロイヤルゲームは多数のプレイヤーが参加するという性質から、多数の同時接続プレイヤーを用意できないとゲームを開始できないという制約がある。2016年にアーリーアクセスとして発売されたXaviantスタジオ開発の『The Culling』は16人用のストリーミングフレンドリーなバトルロイヤルモードとして設計されていた。しかしながら、『PUBG』の発売以降、『The Culling』のプレイヤーの多くが離れていき、ゲームの完全版の発売から数カ月後にXaviantは同作の更なる開発を終了し、別のプロジェクトへと移ることを発表した。なお、同作は初期バージョンに近い仕様に戻され、『The Culling: Origins』として再出発した。
2018年4月にBoss Key Productionskから発売された『Radical Heights』は、二週間以内にプレイヤー数が80%減少し、Boss Key Productionskの代表であるクリフBは同作の不振がスタジオの閉鎖につながったと後に振り返っている。また、Outpost gamesが2017年12月にリリースしたバトルロイヤルゲーム『SOS』は2018年5月までにプレイヤー数が二桁台まで減少し、2018年11月にOutpostはゲームの終了を発表した。
2017年10月に中国オーディオ・ビデオ・デジタル出版協会はPUBGについて殺し合いを繰り返すこのゲームは血なまぐさく、社会主義の価値から逸脱し若い消費者に害をもたらすと主張し同作の「中国での販売には暴力的過ぎる」と発表した。同協会は発表前に事実上中国本土での全てのコンテンツのライセンスを管理する国家新聞出版広電総局と協議しており、したがって西洋のゲーム雑誌は同国内でバトルロイヤルの発売が困難または不可能になると懐疑的になっていたが、2017年11月、PUBGコーポレーションは中国でのゲームの発売についてテンセントと提携し、中国の規制と検閲を満たすために「社会主義の核心的価値、中国の伝統文化とモラル規則を確実に遵守する」ためにゲームに一部の変更を加えた。PUBGコーポレーションとテンセントが中国でリリースをするという懸念にもかかわらず、中国でPUBGのクローンゲームが既に大量にリリースされており、 「チキンディナーゲーム」と呼ばれる新しいジャンルを作り出した。これはPUBGで最後に生き残った人物に対するお祝いのメッセージ「Winner winner chicken dinner」日本版では「勝った!勝った!夕飯はドン勝だ!!」からきている。2018年4月、PUBGコーポレーションは荒野行動を運営するNetEaseに対し著作権侵害や不当競争などで北カリフォルニアの連邦地方裁判所に提訴した。和解で終了するも和解の内容については不明。

## 影響
全プレイヤーが脆弱な状態で始まりプレイヤー固有のアドバンテージを排除しており、eスポーツの観戦によく合っているなどバトルロイヤルジャンルの急速な成長と成功は様々な要因に起因する。他の要因としては「フォートナイト・バトルロイヤル」などの無料かつコンピュータ、家庭用ゲーム機、モバイル端末の複数の媒体で利用可能な特定のビジネスモデルがある。
ユタ大学のRogelio E. Cardona Rivera教授はまたバトルロイヤルゲームはマズローの欲求段階(人間の欲求を説明したスキーム)の要素を過去のビデオゲームよりももっと実現させていると考えていた。
マズローの欲求段階の一段目と二段目はそれぞれ生理的欲求と安全の欲求がバトルロイヤルのサバイバル要素に適合する一方で三段目の所属と愛の欲求と四段目の承認欲求は必然的に社会的かつ競争的なゲームであるバトルロイヤルの結果であり、頂点となる五段目の自己実現欲求は頻繁に勝利するためにゲーム(プレイ)が上手くなることから来る。
ビジネスインサイダーはバトルロイヤルゲームは2018年に20億ドル以上をもたらし、2019年に200億ドルに成長すると予測した。
スーパー・データ・リサーチは2018年の3つの最高収益をあげたバトルロイヤルゲーム(『フォートナイト』『PUBG』『BO4』)のデジタルの合計収益が約40億ドルと報告した。Sensor Towerは2018年に最もダウンロードされたモバイル用のバトルロイヤルゲームtop3(『PUBG』『Garena Free Fire』『Fortnite』)は当年の合計ダウンロード数が5億以上だと報告した。プレイヤー数が多いバトルロイヤルゲームは順に『PUBG』(4億人以上)、『荒野行動』(2億5千万人以上)、『フォートナイト バトルロイヤル』(約2億5千万人)、『Rules of Survival』(2億3千万人以上)、『Garena Free Fire』(1億8千万人以上)である。